# Astra BM 1
Le BM 1 est le premier petit tombereau — camion spécifique de chantier — construit par le nouveau constructeur de camions italien Astra SpA, entre 1955 et 1960.
Très sollicité par les entreprises du bâtiment mais surtout des travaux publics pour disposer d'un petit engin destiné aux travaux de percement des tunnels pas assez longs pour justifier la mise en place d'un train pour évacuer les déblais à l'extérieur, Astra présente, en 1955, un petit tombereau, baptisé « BM 1 », BM pour les initiales du patron, 1 pour premier d'une future série.

## Description et contexte
L'Astra BM 1 est le premier véhicule inventé, conçu et réalisé entièrement par la société Astra SpA de Mario Bertuzzi.
Ce véhicule était destiné à être utilisé par les entreprises de travaux publics pour les travaux lourds et hors route, comme les carrières ou la construction de tunnels. Le camion avait un moteur diesel américain General Motors et des essieux AEC Matador, composants abondants dans les dépôts militaires italiens de l'époque.
En 1956, Mario Bertuzzi décède, laissant ses fils Camillo et Enzo la direction de la société. Camillo, qui avait pris la responsabilité du développement de l'activité production de l'entreprise, sentit immédiatement que ce type de véhicule représentait un créneau nouveau à exploiter. Au cours des années 1960, les ateliers de l'entreprise ont été agrandis de nombreuses fois afin de faire face à la demande et de proposer une gamme plus large de véhicules.
En 1960, Astra présente le BM 2, une version plus lourde du BM 1. Ce sera le début d'une grande aventure avec une large gamme qui sera lancée dès 1961 avec le BM 18, véritable camion-tombereau tout-terrain, route et chantier.
Le marché des véhicules de chantier a toujours été très particulier en Italie, compte tenu du code de la route qui, au lendemain de la guerre, devait interdire les configurations à trois essieux type 6x4, du fait des sanctions de guerre, ce qui n'empêcha pas les constructeurs italiens de proposer des camions pouvant transporter des charges beaucoup plus importantes que partout ailleurs avec l'adjonction d'une multitude d'essieux, chose à laquelle les officiers supérieurs militaires de la coalition alliée n'avaient jamais pensé.
Un camion italien à deux essieux avait, certes, un PTC limité à 14 t mais en ajoutant un 3e essieu simple autodirecteur, son PTC passait à 18 t et dans la configuration 8x2 (baptisée ironiquement « mille-pattes » en France), 22 t. Attelé à une remorque également à quatre essieux, le total faisait 44 t, un PTRA jamais égalé dans aucun autre pays d'Europe.
L'Astra BM 1 était un camion-tombereau hors route, sans cabine, avec un siège réversible monté sur un socle pouvant pivoter à 180°.
Son moteur diesel GM type 4/71N, un moteur à deux temps avec quatre cylindres en ligne de 4 646 cm3, développait environ 150 ch à 2 300 tr/min avec un couple de 600 N m à 1 600 tr/min.
Le châssis, conçu par Astra, était constitué de deux longerons acier en U de 300 × 80 × 8 mm. Un dimensionnement très supérieur aux modèles de camions sur le marché à l'époque. Cette grande raideur du châssis fera la réputation de la marque qui la conservera à tout jamais. Un châssis Astra n'a jamais cédé même en supportant une charge double de celle pour laquelle il a été homologué.
La benne est faite maison avec un acier spécial très haute résistance. Le fond est en sandwich constitué de deux tôles épaisses enveloppant une âme en bois dur de 40 mm.
La benne offre un volume à ras de 6,0 m3 et 7,6 m3 en dôme.
Le poids à vide du véhicule était de 8,3 t (châssis plus benne) et la charge utile de 12,0 t.

## Astra BM 2
Le BM 2 est un petit tombereau construit par le constructeur italien Astra SpA, entre 1960 et 1965.
Il succède au BM 1 qui a fait la renommée de la marque.
Ce modèle ne diffère que très peu du BM 1. Plus élaboré et mieux fini, il apparait comme un véhicule de transition vers les camions de chantier routiers de fort tonnage qui suivront chez le constructeur avec la série BM 12/16.
Alors que le BM 1 n'offrait qu'une version uniquement destinée aux chantiers sans pouvoir circuler sur le réseau routier public, le BM 2 offrait une version avec demi cabine fermée et une version avec cabine complète fermée.
Les charges utiles, trop élevées pour respecter le code de la route, de 11,9 t dans la configuration benne Astra, étaient alors réduites.
La version châssis nu permettait aux entreprises de faire monter une benne « traditionnelle » chantier d'un autre constructeur dont le poids à vide était nettement inférieur, ce qui permettait de respecter le PTC maxi potenziale de 18 t.
À partir de novembre 1962, les sanctions interdisant la fabrication de camions type 6x4 levées, Astra présente le BM 12, un camion routier 6x4 compatible avec le nouveau code de la route italien.